# تکنوگایانیسم
تکنوگایانیسم (به انگلیسی: Technogaianism؛ واژه‌ای مرکب از «تکنو» به معنای فناوری و «گایان» به معنای فلسفهٔ گایا) یک موضع سبز روشن در قبال محیط زیست است که از تحقیق، توسعه و استفاده از فناوری‌های نوپدید و آینده برای کمک به احیای محیط زیست زمین حمایت فعال می‌کند. طرفداران فناوری استدلال می‌کنند که توسعه فناوری ایمن، پاک و جایگزین باید هدف مهم محیط زیست‌گرایان و محیط زیست‌گرایی باشد.

## فلسفه
معمولاً، محیط زیست‌گرایان رادیکال این دیدگاه را دارند که هر فناوری لزوماً محیط زیست را تخریب می‌کند و بنابراین احیای محیط زیست تنها با کاهش اتکا به فناوری امکان‌پذیر است. در مقابل، تکنوگایانیست‌ها معتقدند که فناوری با گذشت زمان پاک‌تر و کارآمدتر می‌شود و لزوماً به ضرر محیط زیست پیش نمی‌رود. یکی از نمونه‌های مورد استفاده، پیل‌های سوختی هیدروژنی است. به‌طور مستقیم‌تر، آنها استدلال می‌کنند که چیزهایی مانند نانوفناوری و زیست‌فناوری می‌توانند مستقیماً تخریب محیط زیست را معکوس کنند. برای مثال، نانوفناوری مولکولی می‌تواند زباله‌های موجود در محل‌های دفن زباله را به مواد و محصولات مفید تبدیل کند، در حالی که زیست‌فناوری می‌تواند به میکروب‌های جدیدی منجر شود که زباله‌های خطرناک را می‌بلعند.
در حالی که بسیاری از فعالان محیط زیست هنوز هم ادعا می‌کند که بخش عمدهٔ  فناوری برای محیط زیست مضر است، تکنوگایانیست‌ها استدلال می‌کنند که تا همین اواخر، بهره‌برداری بی‌رحمانه از محیط زیست به نفع بشریت بوده است، و دقیقاً از درک فعلی از سیستم‌های تکاملی پیروی می‌کنند؛ وقتی عوامل جدید (مانند گونه‌های خارجی یا زیرگونه‌های جهش‌یافته) وارد یک اکوسیستم می‌شوند، تمایل دارند مصرف منابع خود را به حداکثر برسانند تا اینکه: الف) به تعادلی برسند که فراتر از آن نتوانند به رشد بی‌وقفه ادامه دهند، یا ب) منقرض شوند. در این مدل‌ها، غیرممکن است که چنین عاملی بتواند محیط میزبان خود را بههٔ طور کامل نابود کند، اگرچه ممکن است قبل از ریشه‌کنی نهایی، دگرگونی‌های زیست‌محیطی عمده‌ای را تسریع کنند.
تکنوگایانیست‌ها معتقدند که بشریت در حال حاضر دقیقاً به چنین آستانه‌ای رسیده است و تنها راه برای ادامه پیشرفت تمدن بشری، پذیرش اصول تکنوگایانیسم و محدود کردن بهره‌برداری‌های استثماری از منابع طبیعی در آینده و به حداقل رساندن توسعهٔ ناپایدار بیشتر است، در غیر این صورت با انقراض گسترده و مداوم گونه‌ها روبه‌رو خواهیم شد. اثرات مخرب تمدن مدرن باید با راه‌حل‌های تکنولوژیکی، مانند استفاده از انرژی هسته‌ای، کاهش یابد. علاوه بر این، طرفداران فن‌آوری استدلال می‌کنند که تنها علم و فن‌آوری می‌توانند به بشریت کمک کنند تا از خطراتی که تمدن، انسان‌ها و سیارههٔ زمین را تهدید می‌کند، مانند یک رویداد احتمالی برخورد سیارک، آگاه شود و احتمالاً اقدامات متقابلی را برای آنها توسعه دهد.
جیمز هیوز، جامعه‌شناس از والتر تروت اندرسون، نویسندهٔ کتاب حاکمیت بر تکامل: ماجراجویی‌های بیشتر حیوان سیاسی، به عنوان یکی از فیلسوفان سیاسی تکنوگایایی؛ استدلال می‌کند که تکنوگایانیسم به کار رفته در مدیریت منبع زیست‌محیطی در نوشته‌های آشتی بوم‌شناسی مانند کتاب بوم‌شناسی برد-برد: چگونه گونه‌های زمین می‌توانند در میانهٔ فعالیت‌های انسانی زنده بمانند نوشتهٔ مایکل روزنتسویگ یافت می‌شود؛ و جنبش طراحی ویریدیایی بروس استرلینگ را یک ابتکار عمل نمونهٔ تکنوگایایی می‌داند.